# 雙門對開
雙門對開（Quad Coupé）屬於一種車體風格，由一對較寬的前門與一對較窄的後門相互結合，中間卻沒有B柱隔閡開來。這種設置方式使得明明有四個門的汽車，外表看起來卻只有雙門。通常前門會重疊在後門上面，除非前門先開啟，否則後門無法打開。在英語裡，這樣的設計又稱為「蚌殼門」（clamshell doors）。

## 相關車輛
目前市面上採用這種雙門對開設計的車款計有：
- 土星Ion
- 馬自達RX-8
- BMW i3（2013-至今）

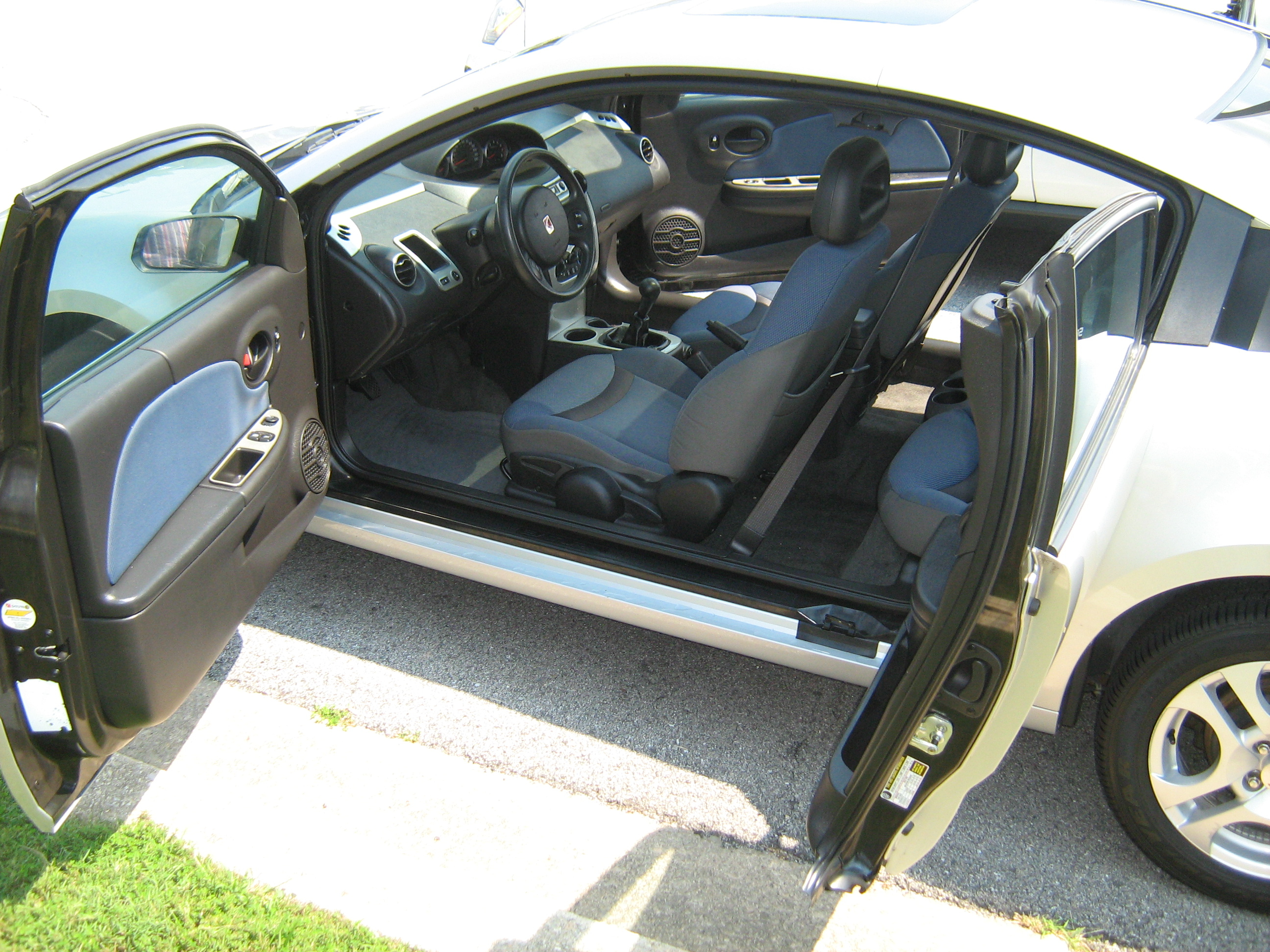
2007年土星Ion
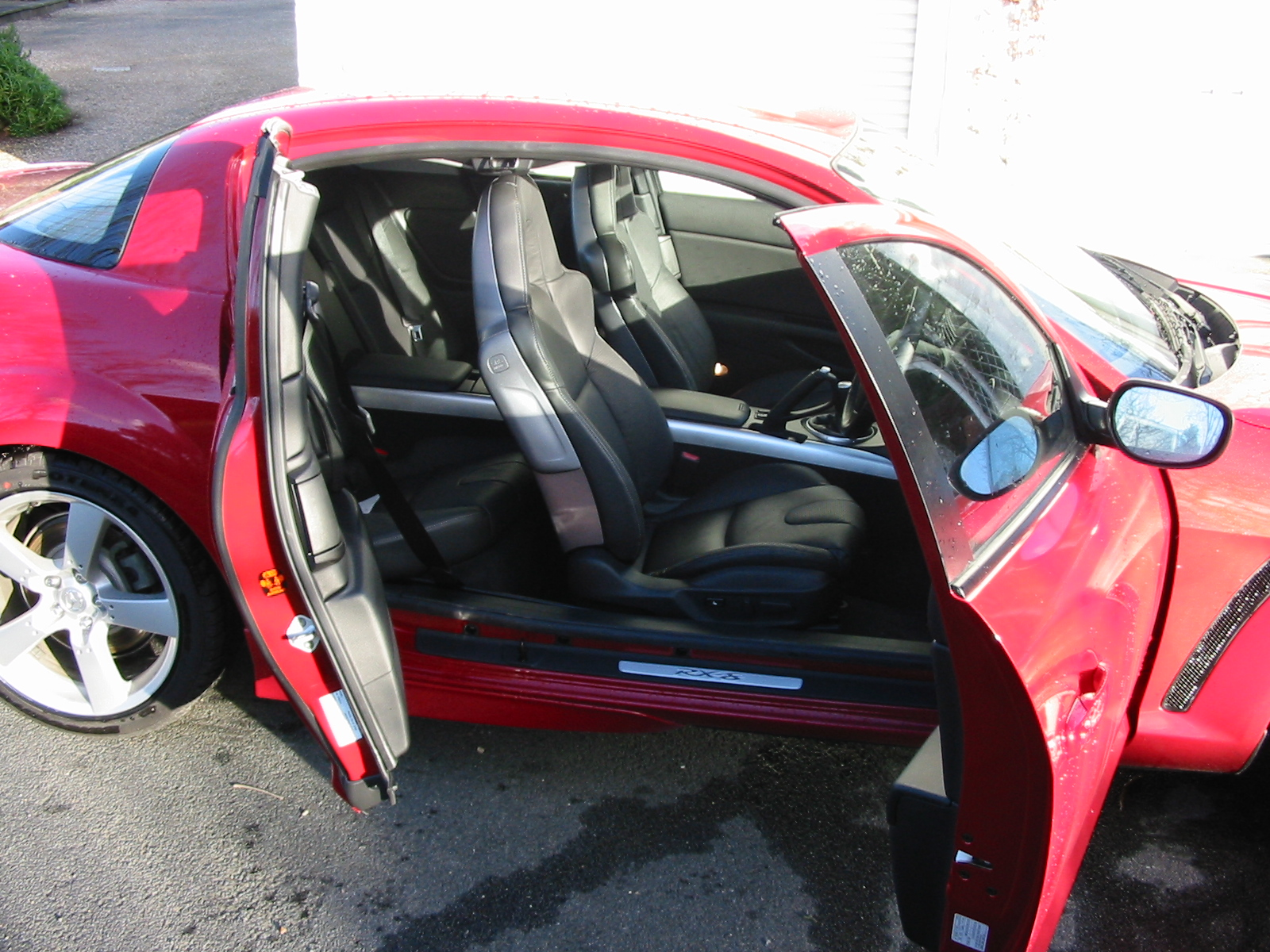
2003年-2008年馬自達RX-8